# Suore della Sacra Famiglia di Thrissur
Le Suore della Sacra Famiglia (in inglese Holy Family Sisters) sono un istituto religioso femminile di diritto pontificio: le suore di questa congregazione pospongono al loro nome la sigla C.H.F.

## Storia
La congregazione fu fondata nel Kerala da Mariam Thresia Chiramel Mankidyan (1876-1926). Rimasta orfana, nel 1902 entrò in contatto con Joseph Vithayathil, parroco di Puthenchira, e iniziò a dedicarsi all'apostolato in favore delle famiglie povere e bisognose della parrocchia.
Alla sua opera si unirono presto tre compagne: il loro impegno suscitò critiche e calunnie, perché il costume sociale non permetteva alle giovani donne di dedicarsi ad alcuna attività fuori casa; l'ampia fama acquistata dalla Chiramel Mankidyan a causa di fenomeni come ossessioni diaboliche, stimmate e apparizioni di santi e anime purganti, inoltre, suscitò sospetti nel vescovo di Thrissur, Giovanni Menacherry, che nel 1912 obbligò la donna a ritirarsi nel monastero delle carmelitane di Ollur.
Poco tempo dopo, con il consenso del vescovo, la Chiramel Mankidyan poté tornare a Puthenchira, dove don Vithaytil fece erigere per lei una casa di preghiera. Il 13 maggio 1914 la casa fu trasformata in convento; il 14 maggio 1914 il vescovo ricevette i voti della fondatrice e ammise come postulanti le sue tre compagne.
Alla morte della fondatrice la congregazione contava tre case; don Vithaytil le succedette nel governo dell'istituto e nel 1942 fu eletta la prima superiora generale.
In origine le suore adottarono le costituzioni delle Suore della Sacra Famiglia di Bordeaux, che vennero più volte riviste negli anni, riformate dopo il Concilio Vaticano II e approvate il 6 gennaio 1978; la congregazione ottenne il riconoscimento pontificio il 1º aprile 1978.

## Attività e diffusione
Le suore si dedicano alle opere di misericordia, all'apostolato della famiglia, all'istruzione e all'educazione cristiana della gioventù, all'assistenza ad ammalati e orfani.
Oltre che in India, le suore sono presenti in Germania, in Italia, nel Kuwait e negli Stati Uniti d'America; la sede generalizia, dal 1970, è a Mannuthy.
Nel 2007 la congregazione contava 2.142 religiose in 214 case.